# Топонимия Индонезии
Топонимия Индонезии — совокупность географических названий, включающая наименования природных и культурных объектов на территории Индонезии. Структура и состав топонимии обусловлены такими факторами, как состав населения, специфика исторического развития и географическое положение.

## Название страны
Название «Индонезия» является составным и происходит от топонима «Индия» в сочетании с производным от греческого слова «несос» (греч. νῆσος — остров), означая буквально «Островная Индия». Первые случаи его употребления относятся к концу XVIII века
, однако документированное введение этого названия в научный оборот произошло только в 1850 году, когда британский этнограф Джордж Эрл в качестве одного из вариантов обобщающего названия жителей Малайского архипелага предложил этноним «индунезийцы» (англ. Indunesians). Позднее ученик Эрла Джеймс Логан в своих работах впервые употребил топоним «Индонезия» (англ. Indonesia) как синоним использовавшегося тогда топонима «Индийский архипелаг» (англ. Indian Archipelago), а немецкий этнограф и философ Адольф Бастиан опубликовал монографию «Индонезия или острова Малайского архипелага» (нем. Indonesien oder die Inseln des Malayischen Archipels).
При этом, несмотря на достаточно быстрое распространение топонима «Индонезия» в международной академической среде, в Нидерландах, колониальной метрополии этой территории, он долгое время практически не использовался: среди голландцев колония по-прежнему именовалась «Нидерландская Ост-Индия» (нидерл. Nederlandsch Oost Indië) либо просто «Индия» (нидерл. Indië), в общественно-политической лексике в её отношении употреблялось также понятие «Восток» (нидерл. de Oost).
Начало активного распространения слова «Индонезия» в Нидерландах и в самой Нидерландской Ост-Индии связано с подъёмом национально-освободительного движения среди населения колонии в начале XX века. Так, в 1913 году один из активистов движения, яванский журналист Суварди Сурьянинграт основал в Нидерландах частное новостное агентство под названием «Индонезийское пресс-бюро» (нидерл. Indonesisch Pers Bureau). Однако широкое распространение слово «Индонезия» в Нидерландской Ост-Индии получило лишь после конгресса молодёжных организаций национально-освободительного толка, состоявшегося в Джакарте в 1928 году. В ходе конгресса был впервые публично исполнен гимн «Великая Индонезия» (индон. Indonesia Raya), а его участники принесли так называемую «Клятву молодёжи» (индон. Sumpah Pemuda), присягнув на верность единой родине — Индонезии, единой индонезийской нации и единому индонезийскому языку.
В ходе борьбы за независимость страны после Второй мировой войны в 1949 году было провозглашено создание Соединённых Штатов Индонезии, СШИ (индон. Republik Indonesia Serikat, RIS) — государства, территория которого включала часть Суматры и примерно половину Явы, а также группу квази-независимых государств, созданных при покровительстве голландцев на удерживаемых ими ост-индских территориях. СШИ просуществовали недолго, и в августе 1950 года была провозглашена Республика Индонезия (индон. Republik Indonesia), которая существует под этим названием по настоящее время.

## Структура и состав топонимии
Географическое положение страны (архипелаг из более чем 17 тысяч островов, из которых обитаемы лишь чуть более 6 тысяч), и языковой состав её населения (в Индонезии используется более 700 языков) создают чрезвычайно сложную топонимическую картину. По оценке В. А. Жучкевича, говорить об индонезийской топонимии можно лишь условно, поскольку она изменяется от острова к острову.
В топонимии страны можно отследить лишь некоторые общие закономерности, связанные с ареалами языков. Так, в западноиндонезийских языках характерно наличие многочисленных заимствований из санскрита, китайского и нидерландского языков. После провозглашения независимости страны многие названия, данные голландскими колонизаторами, были заменены на топонимы, происходящие из аборигенных языков. Прежде всего это нашло своё отражение в инсулонимах. Так, остров, которому экспедиция Ф. Магеллана дала название Борнео, от названия султаната Бруней, именовался так в европейской традиции до 1945 года. После провозглашения независимости страны остров стал именоваться Калимантан (индон. Kalimantan), об этимологии этого названия существуют разные мнения. Есть точка зрения, оно происходит от санскритского слова «Kalamanthana», что означает «остров жгучей погоды» (из-за жаркой и влажной тропической погоды на острове). Остров, в европейской традиции именовавшийся Целебес (от порт. Celebes), с 1945 года стал именоваться Сулавеси (индон. Sulawesi) — название, происходящее от этнонима сула, значение второго форманта неясно. Остров Джилоло получил название Хальмахера. Название острова Ява в русскоязычной традиции сохраняется в этой форме, хотя на индонезийском и яванском языках имеет форму (индон. и яв. Jawa), в английском — англ. Java. Остров Суматра (индон. Sumatra) исторически название не менял, оно происходит от санскритского слова samudra — «море». Что касается острова Новой Гвинеи, это название ему дал в 1545 году испанский мореплаватель Иньиго Ортис де Ретес, поскольку побережье напоминало ему берега африканской Гвинеи, которые он видел ранее. Это название сохранилось в мировой практике до настоящего времени, хотя в Индонезии остров именуется «Ириан» (индон. Pulau Irian).
В качестве примеров «коренных» индонезийских топонимов Жучкевич приводит такие названия как Джакарта, Суракарта, Пурвакарта, Палембанг, Пандегланг, Тангеранг, Чикаджанг, Рембанг, Лумаджанг, Танджунг. Для них характерно использование формантов -карта («крепость», хотя в настоящее время формант в этом значении не употребляется, заменяется формантом -кота) и банг — «город».

## Топонимическая политика
Вопросами топонимической политики в Индонезии занимается созданный в 2006 году топонимический подотдел Агентства геопространственной информации, расположенного в Джакарте.